# Cyryl (Katerelos)
Cyryl, imię świeckie Kyrillos Katerelos (ur. 21 listopada 1956 w Lamii) – grecki duchowny prawosławny, biskup pomocniczy Patriarchatu Konstantynopola ze stolicą tytularną Abydos. Profesor Uniwersytetu Ateńskiego. Chirotonię biskupią otrzymał 24 lutego 2008.